# (345) Tercidina
(345) Tercidina est un astéroïde de la ceinture principale découvert par Auguste Charlois le 23 novembre 1892.